# Alexis Vlasto
Alexis Peter Vlasto (27. listopadu 1915 Liverpool – 20. července 2000 Cambridge) byl britský historik, filolog a slavista.

## Život
Během druhé světové války vedl tým v Bletchley Park, který prolomil šifrovací kódy japonského válečného letectva, čímž významně podpožil porážku Japonska v Tichomoři. V roce 1945 se oženil s Jill Medway (zemřela v roce 1968) se kterou měl syna a dceru. Od roku 1954 vyučoval na Univerzitě v Cambridgi slavistiku. V letech 1954-1983 na Slavonic Studies a v letech 1969-2000 na Fellow of Selwyn College.

## Z díla
- The Entry of the Slavs into Christendom (1968)
- The Linguistic History of Russia (1986)